# Call of the South Seas
Call of the South Seas è un film statunitense del 1944 diretto da John English.

## Trama
La principessa Tahia, una bellissima idealista polinesiana francese, si innamora di una spia americana la cui missione è far estradare un criminale americano che vive in grande stile sull'isola del Pacifico meridionale.